# Idaea politata
Idaea politata là một loài bướm đêm trong họ Geometridae.